# Francesc Dorda Germí
Francesc Dorda Germí (Mataró, 1641 - Poblet, 1716), va ser monjo (1681) i abat de Poblet (1704-8), ministre de l'arxiduc Carles d'Àustria i bisbe de Solsona (1710-15).

## Biografia
Francesc Dorda nasqué a can Dorda de Mata, vora Mataró (Maresme), el `19 de març de 1641, fill de Jaume, mariner, i Margarida. Rebé les primeres lletres a Mataró, i estudià després a Barcelona. Conegué probablement els monjos de Poblet al priorat de Natzaret, casa dependent de Poblet situada a la Rambla barcelonina, al costat del palau de la Virreina. Entrà a Poblet (Conca de Barberà) i hi vestí l'hàbit cistercenc el dia 23 de gener de 1681 sota l'abat Vicenç (o Vicent) Prada (1680-1684). Professà com a monjo el 22 de febrer de l'any següent, i el 1685 fou enviat al Col·legi pobletà de Sant Bernat, a la ciutat de Lleida, restablert aquell mateix any després de la seva supressió l'any 1646 a causa de la Guerra dels Segadors, per cursar els estudis filosòfics i teològics.
Acompanyà com a secretari l'abat Pere Virgili (1688-92) en la seva visita a les baronies pobletanes, redactant-ne les actes. L'abat Pere Albert (1692-96) el nomenà mestre de novicis i arxiver major, i des de 1694 ostentà també el càrrec de vicari del terme. Redactà aleshores el seu Directori Litúrgic (1694), en 6 llibres. Exercint el càrrec de bosser (administrador) durant els abadiats successius dels pares Josep Rosés (o Rosers) (1696-1700) —que emprengué un seriós redreç econòmic de la casa— i Josep Tresánchez (1700-4), treballà de 1694 a 1700 en una concòrdia amb els creditors del monestir, i per això obtingué llicència per anar a la Cort de Barcelona el 1697.
El 14 de setembre de 1704 fou elegit abat de Poblet, essent Vicari General de la Congregació de la Corona d'Aragó el pare Pueyo, del monestir de Piedra. Per les dificultats que comportava la Guerra de Successió, l'abat Dorda, partidari de l'arxiduc Carles d'Àustria —proclamat rei d'Espanya a Barcelona el 1705 amb el nom de Carles III—, ocupà aquests anys el Comissariat General per a tot l'Orde —tot i haver-lo vetat personalment Felip V—, essent Vicari General el pobletà pare Llinàs, abat d'Escarp (1705-9). L'absència obligada a Barcelona, obligà Dorda a nomenar el seu prior, pare Fontanilles, prior president de Poblet.
L'arxiduc Carles d'Àustria li atorgà el càrrec de Vice-Tresorer General i President del seu Consell d'Hisenda. Com a tal, negocià amb l'agent John Mead d'obtenir, amb una comissió del 5%, croats de Portugal i altres monedes de plata per convertir-los en "reales de a dos". L'arxiduc li obtingué el 1707 el bisbat de Potenza, al Regne de Nàpols, del qual no arribà a prendre possessió. El 1708 presidí a Barcelona la cerimònia solemne de recepció de la reina Elisabet de Brunswick Wolfenbütttel. «Sense cap mena de dubte, el reconeixement per part del pare Dorda de l'arxiduc com a rei no era fruit d'un simple oportunisme sinó una opció política sincera i profunda», afirma Agustí Altisent en la seva Història de Poblet (p. 538).
Preconitzat bisbe de Solsona, també a instàncies del rei Carles, el 20 de setembre de 1708, en prengué possessió el 3 d'abril de 1710. A Poblet el succeí, en qualitat de prior president, el pare Baltasar Fontanilles (1708-1713). Fins al 1713 no s'elegiria un nou abat en la persona del pare Josep Escuder (1713-1716).
Nomenat per butlla papal Comissari de la Santa Croada, el bisbe Dorda posà la primera pedra de la nova església del convent dels pares paüls al carrer de Tallers de Barcelona (avui església i convent de l'Orde de la Mercè a l'adjacent plaça de Castella). Entre l'1 d'abril i el 31 de setembre de 1712, trobant-se vacant la seu primada i metropolitana de Tarragona i exiliats o impedits els altres prelats més antics, Dorda convocà i presidí el Concili Provincial Tarraconense celebrat a Barcelona, retornant tot seguit a la seva seu de Solsona.
Acabada la Guerra de Successió amb la victòria de les tropes franco-espanyoles (1714), el bisbe Dorda fou expulsat del seu bisbat de Solsona —del qual Roma es negarà a proveir la vacant fins després de la seva mort— pel Decret d'Extrañamiento de Felip V de 1715. Es retirà llavors a Poblet, residint a la "Casa del Prior". Li devem el primer projecte del que serà la gran Sagristia Nova del monestir.
Morí al seu monestir de Poblet el dia 3 de desembre de 1716, i fou sepultat en una urna de pedra adossada a la paret de la nau de l'Evangeli de l'església de Poblet, l'única tomba del monestir que, curiosament, no va ser profanada després de l'exclaustració i abandó de Poblet a partir del 1835.

## Escrits de Francesc Dorda
- Originals Pocessions, Sagraments y Homenatges presos per lo Molt Il·lustre y Reverendíssim Senyor Don Pere Virgili, Abat de l'insigne y real Monastir y Convent de Nostra Señora de Poblet; de les viles, llochs y térmens de dit real Monastir y Convent de Nostra Señora de Poblet. Año 1690, Arxiu de Poblet, Arm. II, cal. 26.
- Directorio Perpetuo para el perfecto cumplimiento del Officio, Missas y Ritos eclesiásticos, según el Sagrado Orden Cisterciense, y usos particulares del Real Monasterio de Poblet. Año de 1694,Arxiu de Poblet, Arm. IV, cal. 25.
- Libro de Don Francisco Dorda (llibre de comptes com a President del Consell d'Hisenda), años 1706-1708, AHN, Clero, Libro 13.698.
- Libro de Don Francisco Dorda (idem), años 1709-1710, Arxiu de Poblet, Arm.IV, cal.29.